# Saint-Marceau (Ardennes)
Saint-Marceau település Franciaországban, Ardennes megyében. Lakosainak száma 351 fő (2022. január 1.). Saint-Marceau Les Ayvelles, Boulzicourt, Chalandry-Elaire, Étrépigny, La Francheville, Saint-Pierre-sur-Vence és Flize községekkel határos.

## Népesség
A település népessége az elmúlt években az alábbi módon változott:
| Lakosok száma | 201  | 364  | 411  | 385  | 361  | 349  | 346  | 344  | 344  | 351  |
|               | 1968 | 1982 | 1990 | 2006 | 2013 | 2015 | 2017 | 2019 | 2020 | 2022 |